# The Rev
James Owen Sullivan, mais conhecido como The Rev (versão abreviada de The Reverend Tholomew Plague) (Huntington Beach, 9 de fevereiro de 1981 - 28 de dezembro de 2009), foi um baterista, cantor e compositor norte-americano, mais conhecido como baterista e backing vocal da banda de heavy metal Avenged Sevenfold. The Rev foi amplamente considerado e aclamado pela crítica por seu trabalho nos álbuns da banda e contribuiu com canções inteiras compostas por ele mesmo, como "Afterlife", "A Little Piece of Heaven", "Almost Easy" e 	"Fiction".

## Biografia
James Owen Sullivan nasceu no dia 9 de fevereiro de 1981. Ficou conhecido por ser baterista da banda Avenged Sevenfold, para a qual também fazia segmentos vocais. Jimmy frequentou a escola católica com M. Shadows e foi expulso na segunda-série. Também foi expulso da Huntington Beach High School. Depois disso desistiu dos estudos. Ele era o mais velho da banda. Conheceu Synyster Gates na oitava série, onde ambos eram frequentemente tirados de sala por se importunarem um ao outro (relatado no álbum de vídeo chamado de "All Excess", publicado pela Warner Bros). Em 2007, Jimmy foi preso várias vezes, principalmente por brigas.
Além de bateria, Jimmy sabia tocar piano, guitarra, e ainda cantava. Ele também contribuía em muitas das composições da banda.
Ganhou, por votação unânime, o prêmio de Melhor Baterista no Golden Gods Awards, promovida pela Metal Hammer, em 2009, vencendo grandes nomes do Metal como Joey Jordison, Vinnie Paul e Dave Lombardo.
As suas bandas preferidas eram: Metallica, Guns N' Roses, Slayer, Dream Theater e Pantera.
O seu projeto paralelo em conjunto com Synyster Gates, foi suspenso quando os dois decidiram dedicar-se exclusivamente à banda Avenged Sevenfold, onde era o baterista e backing vocal. A sua alcunha dentro da banda era “Cabeça de Rato” (Rat Head).

## Morte
Jimmy foi encontrado morto na sua casa. A polícia foi notificada pelos bombeiros, que chegaram em sua casa às 13h. A polícia afirmou que Jimmy (The Rev) teria morrido de causas naturais, e pouco depois a perícia foi considerada "inconclusiva". Em junho de 2010, descobriram a que morte foi causada por uma "overdose acidental", resultado de uma intoxicação devido ao efeito combinado de oxicodona, oximorfona, diazepam (todos eles calmantes).
O Baterista foi cremado numa cerimônia privada a 6 de Janeiro. Em frente à banda, o guitarrista Synyster Gates fez um elogio - no cemitério - aos pais de The Rev, junto com o ex-baterista do Pantera Vinnie Paul, o vocalista do Bullet For My Valentine, Matt Tuck, e os membros do Buckcherry e My Chemical Romance. Synyster Gates havia escrito uma letra para uma música, para o seu avô que havia morrido, só que ainda não estava completa, então quando o seu melhor amigo, "The Rev" morreu, ele resolveu terminar a letra e compondo a canção "So Far Away".

## Após a morte
O Avenged Sevenfold anunciou oficialmente que Mike Portnoy, até então baterista da banda Dream Theater, gravaria as linhas de bateria para o novo álbum da banda. "Eu queria que nossos fãs soubessem que, com Jimmy em nossos corações, nossa jornada para gravar o disco novo oficialmente começou. Jimmy ajudou antes de deixar esse mundo, um presente maravilhoso, e agora é nosso trabalho ter certeza em entregar esse presente aos nossos fãs. Nós convidamos o baterista preferido do Jimmy, Mike Portnoy, para gravar em seu lugar. Mike disse que seria uma honra e sem dúvida era o que Jimmy queria. É confortante para nós que alguém como Mike, que é sem dúvida um dos melhores bateristas do mundo, sustentar tanto respeito e adoração pelas habilidades do Rev." Poucos dias depois, as gravações já estavam completas e para finalizar, Mike Portnoy disse que os fãs do Avenged Sevenfold são incríveis e tatuou o Deathbat em seu braço esquerdo, em homenagem ao The Rev e ao tempo que passou com o A7X. Synyster Gates, Zacky Vengeance, Johnny Christ e M. Shadows também fizeram tatuagens em homenagem a Jimmy.
Os membros do Avenged Sevenfold, resolveram homenageá-lo durante suas turnês pelo mundo, colocando os backing vocals de The Rev em: "Afterlife", "A Little Piece Of Heaven", "Critical Acclaim" e "Fiction".[carece de fontes?]

## Discografia

### com Suburban Legends
- Origin Edition (1999)

### com Pinkly Smooth
- Unfortunate Snort (2001)

### com Brian Haner
- Cougar Bait (2008)

### com Avenged Sevenfold
- Sounding the Seventh Trumpet (2001)
- Waking the Fallen (2003)
- City of Evil (2005)
- Avenged Sevenfold (2007)
- Live in the LBC & Diamonds in the Rough (2008)
- Nightmare (2010) (póstumo; alguns vocais, letras e composições apresentadas; vocais e bateria em faixas demo; a parte principal da gravação foi na música "Fiction")